# Carex pairae
Carex pairae là một loài thực vật có hoa trong họ Cói. Loài này được F.W.Schultz mô tả khoa học đầu tiên năm 1868.

## Hình ảnh

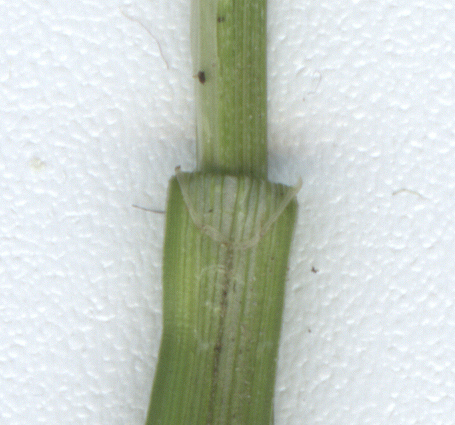
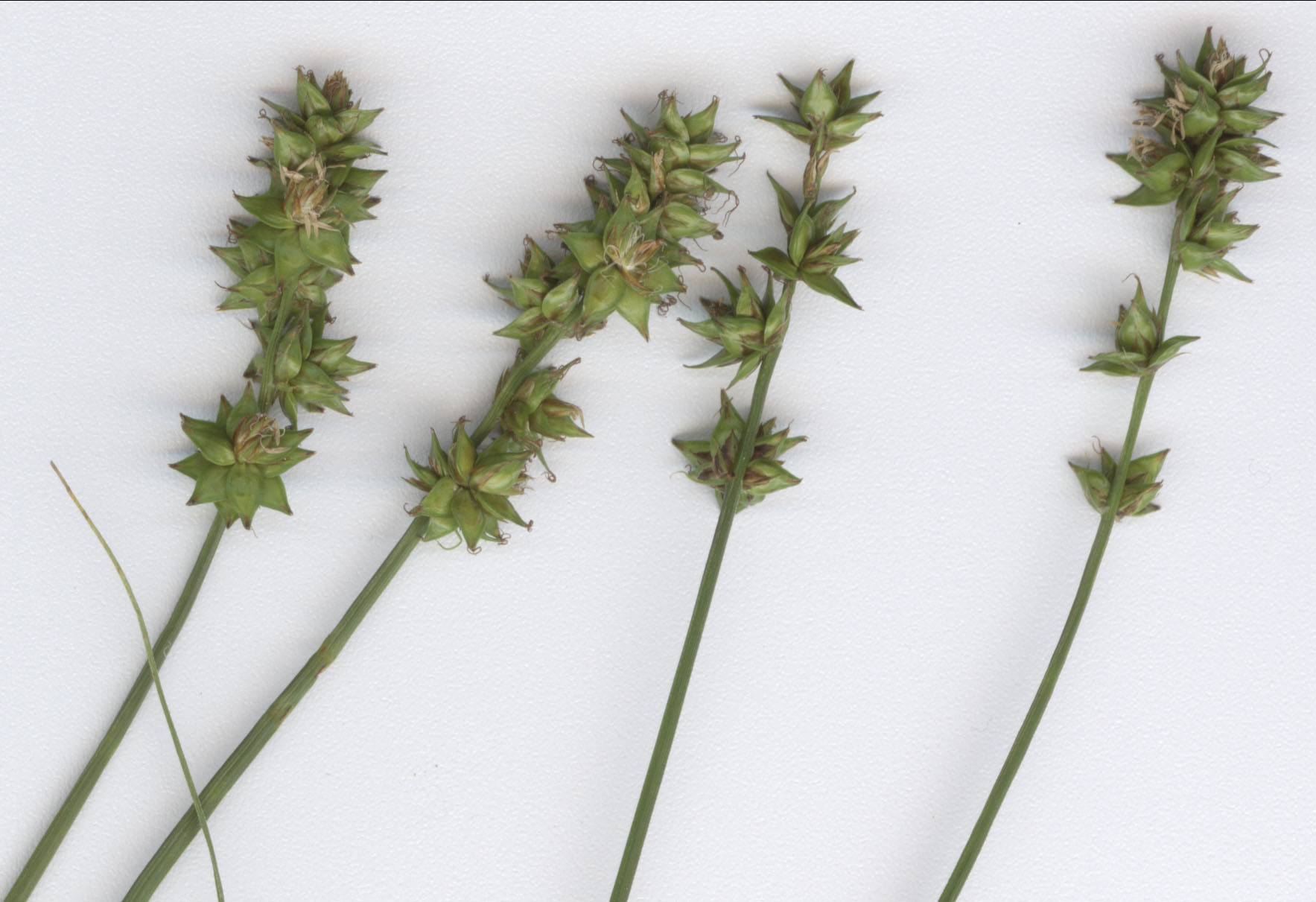
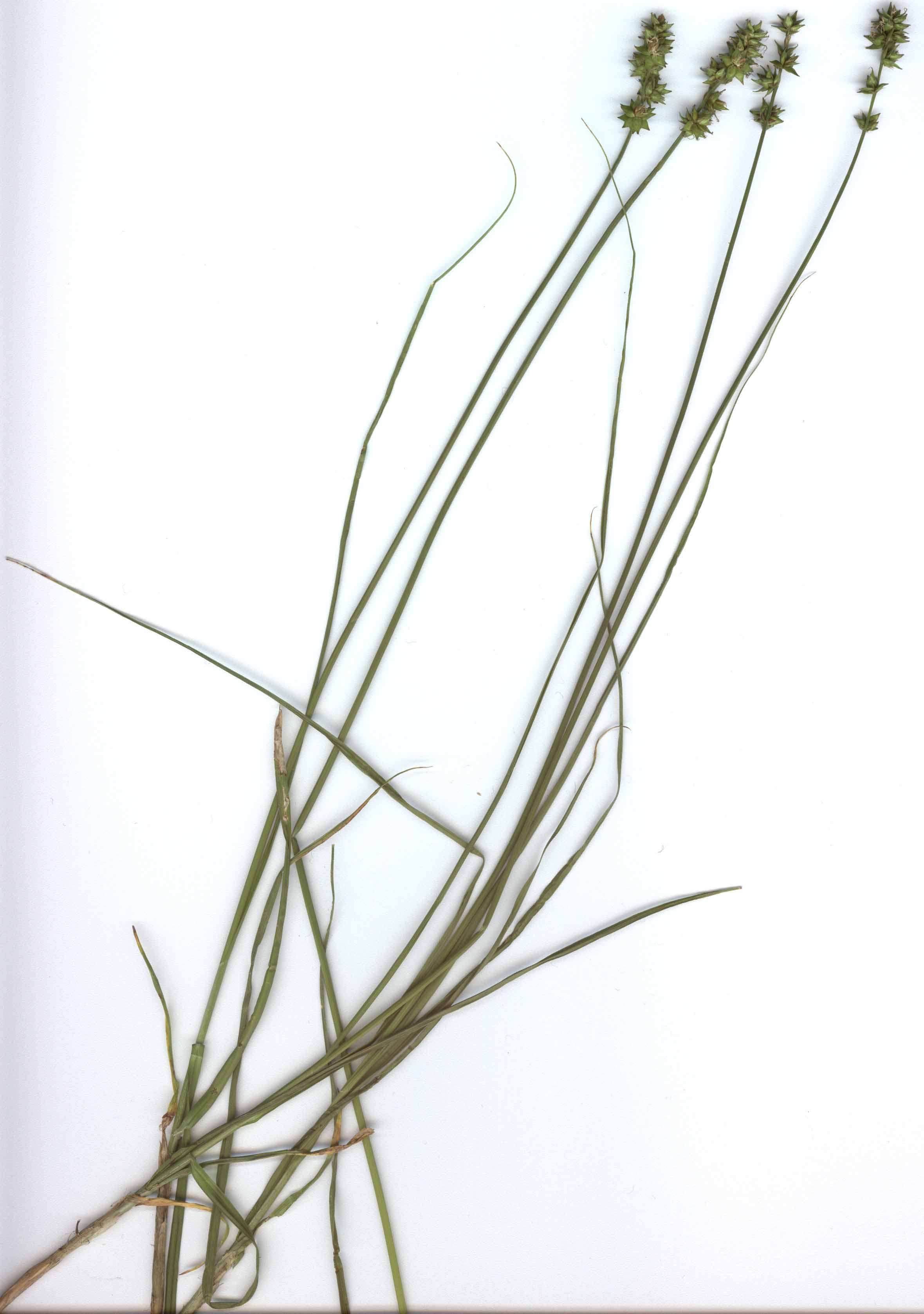
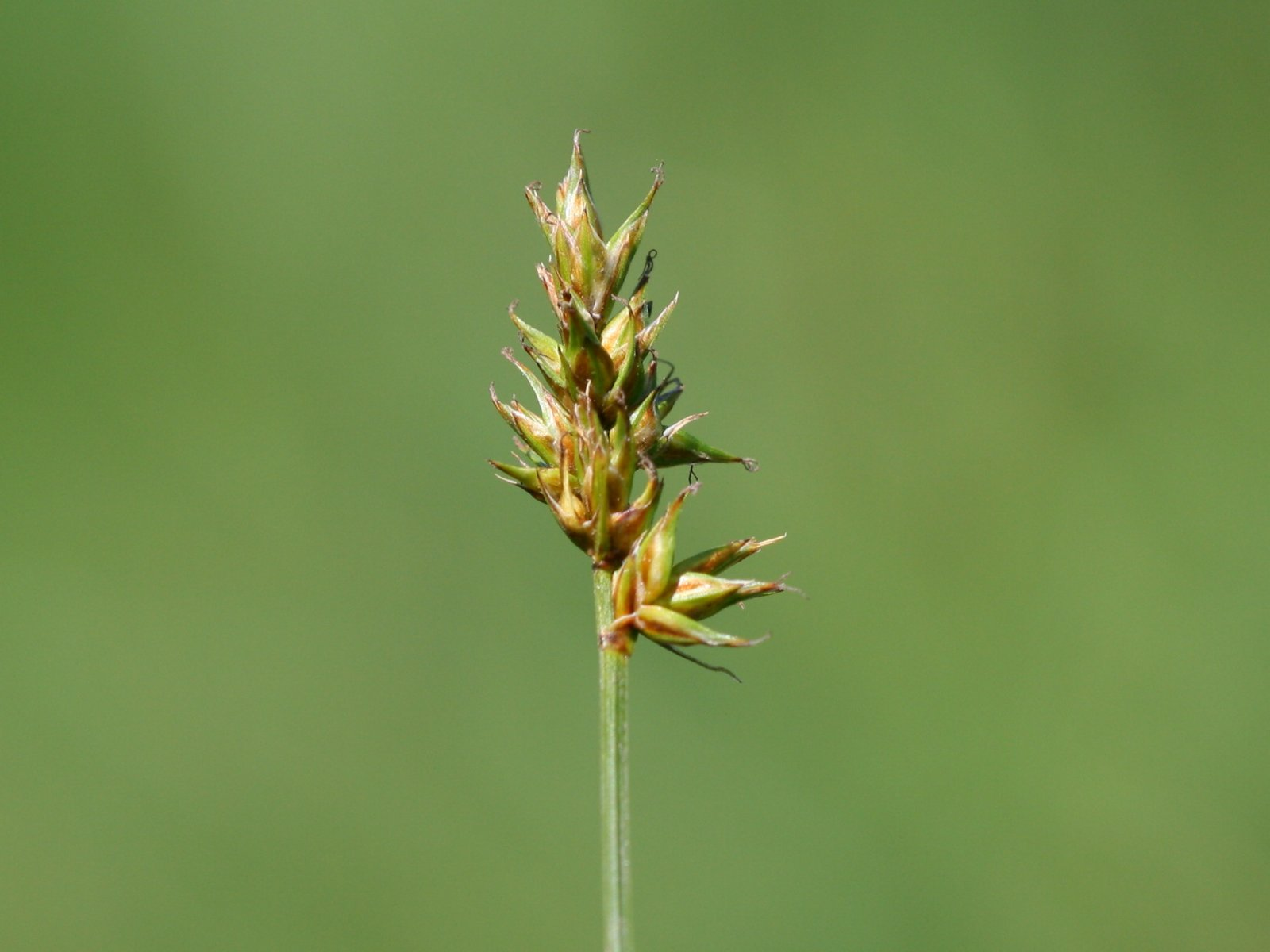